# Етюд до «Мадонни з немовлям і кішкою»
Етюд до «Мадонни з немовлям і кішкою» (лат. Studio per la madonna del gatto) — це набір із двох малюнків Леонардо да Вінчі на обох сторонах (лицьовій і зворотній сторонах) аркуша паперу висотою 13 сантиметрів і шириною 9,4 сантиметра. Два малюнки виконано пером і коричневим чорнилом, на підготовчому малюнку стилусом, з коричневою розливкою на звороті. Це одна з шести робіт Леонардо да Вінчі, на яких зображена Богородиця з Немовлям, яка грається з котом або несе його. За допомогою прозорості видно дзеркальну симетрію між малюнками двох облич. Етюд зараз зберігається в Британському музеї в Лондоні під інвентарним номером 1856,0621.1. Творчі та наукові процеси, що лежать в основі малювання Мадонни та Кішки, обговорювали багато істориків мистецтва, зокрема Кеннет Кларк, Мартін Кемп, Кармен Бамбах та Ларрі Фейнберг.

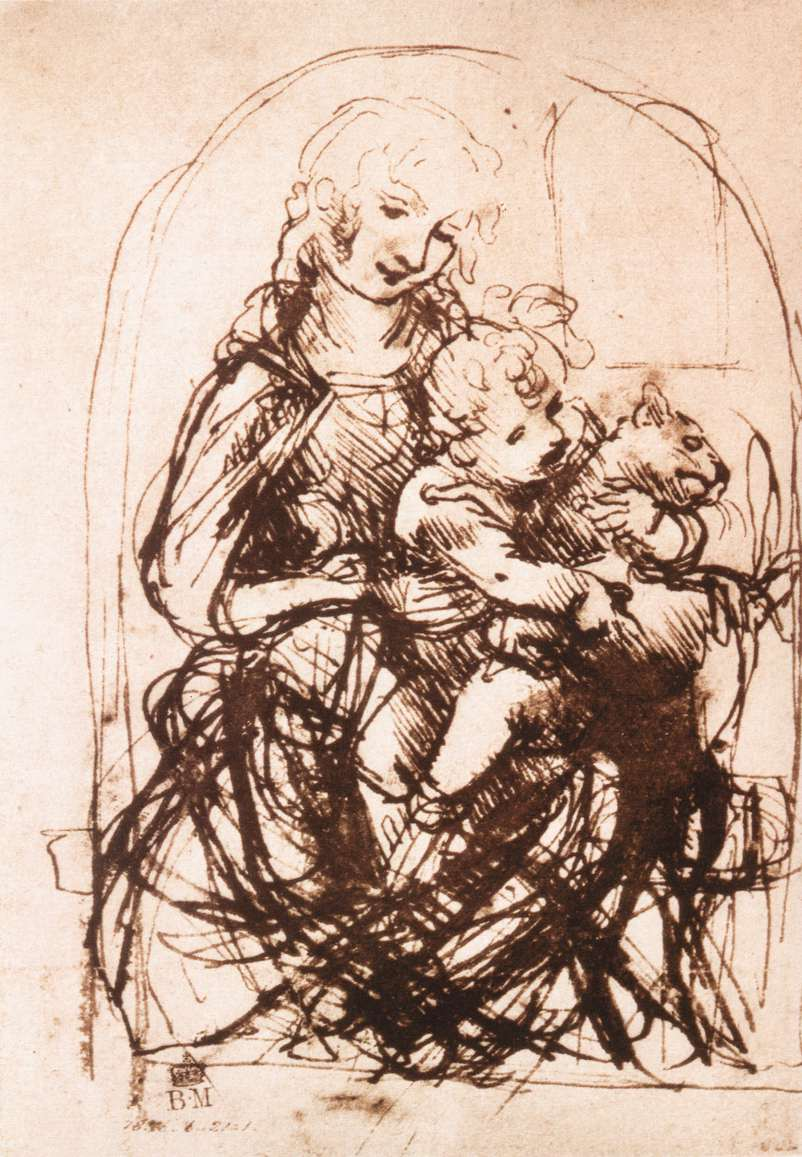
лицьова сторона
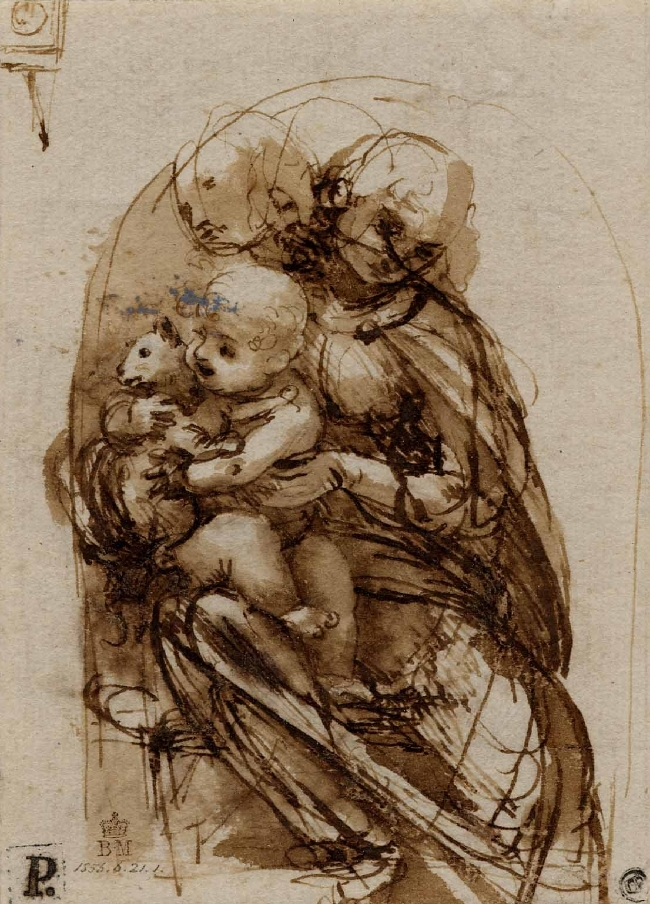
зворотна сторона